# Corridor de Latchine

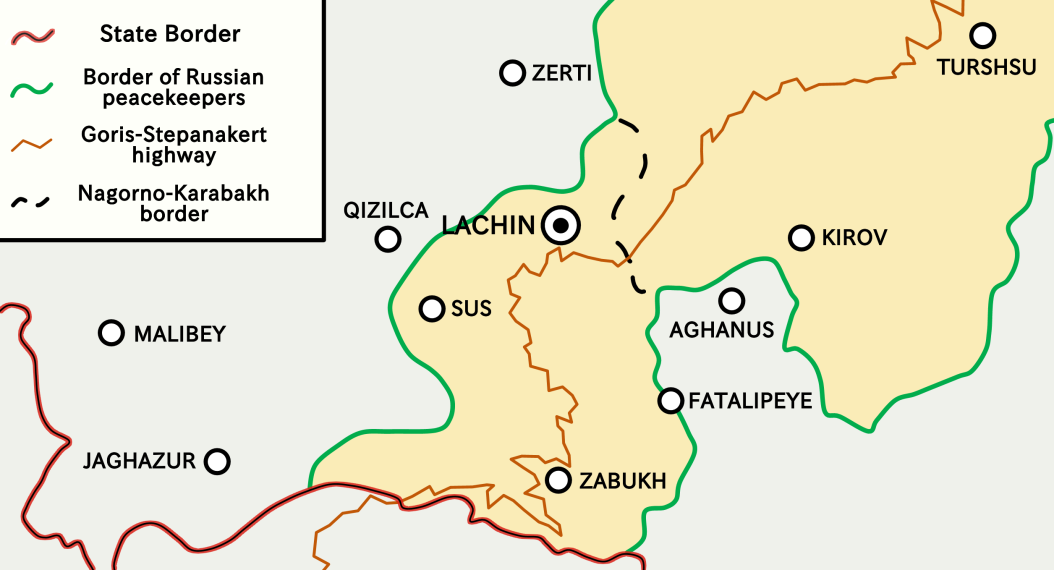
Le corridor de Latchine, entre l'Arménie (en bas) et le Haut-Karabagh (jaune bordé de vert).

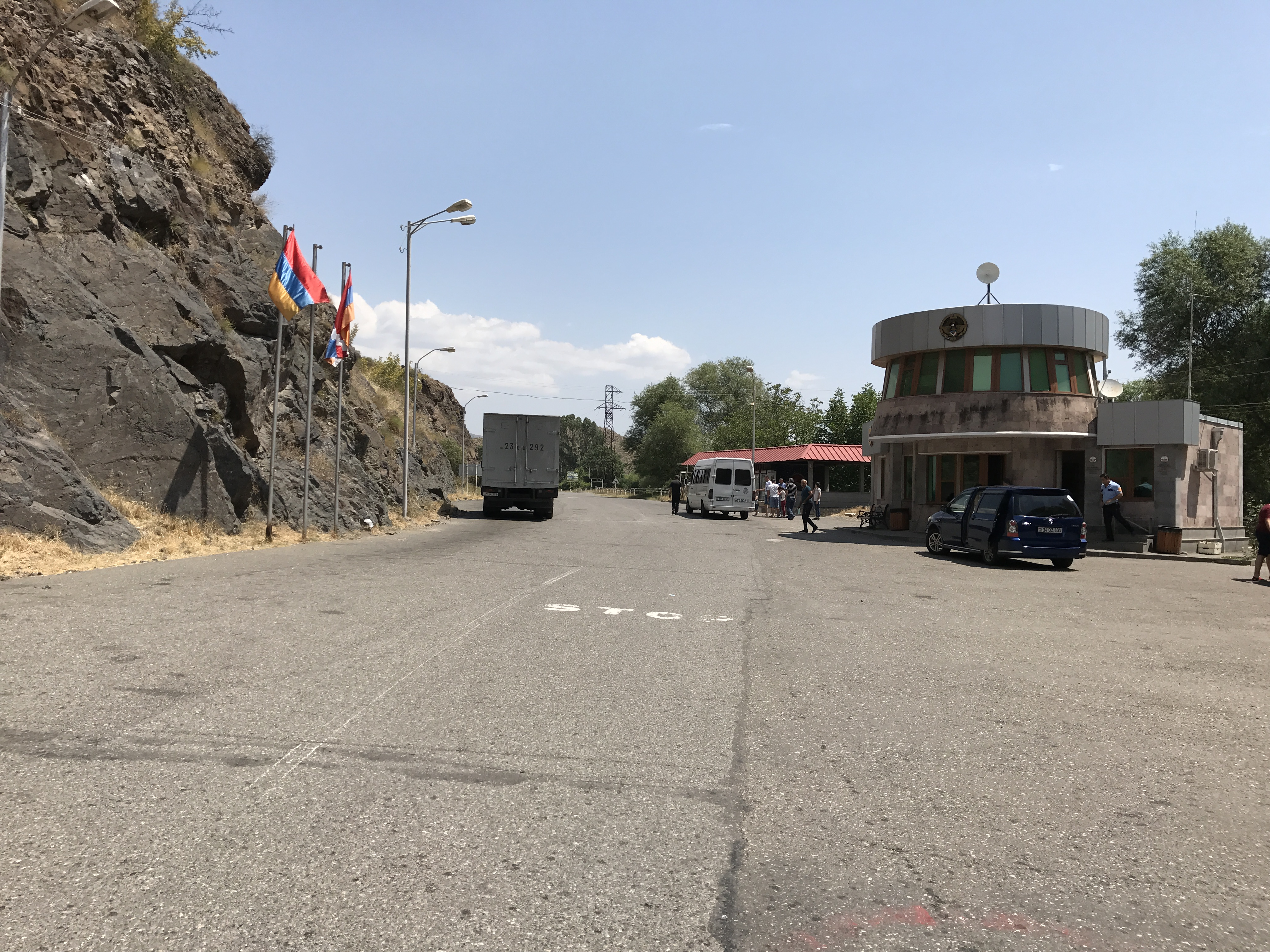
Ancien poste frontalier du corridor de Latchine.

Le corridor de Latchine ou plus rarement corridor de Berdzor est un couloir stratégique située dans la région montagneuse du raïon de Latchine en Azerbaïdjan. Avant 2014, il s'agissait de la seule voie d'accès entre l'Arménie et le Haut-Karabagh.

## Statut et géographie
Le corridor de Latchine est une bande de territoire d'environ 5 km de largeur, de part et d'autre d'une route de montagne, qui relie sur 65 km la frontière arménienne à Stepanakert, capitale de l'ex république du Haut-Karabagh (1991-2023). Le corridor comprend les trois villages de Latchine (Laçın en azéri, Berdzor en arménien), Sous et Zaboukh.
Le corridor reliait jusqu'à 2023 l'Arménie, avec la république du Haut-Karabagh (Artsakh en arménien), ancienne région autonome arménienne au sein de la RSS d'Azerbaïdjan durant la période soviétique et qui déclare son indépendance lors de la dislocation de l'URSS en 1991, non reconnue par l'Azerbaïdjan et la communauté internationale.
Le corridor est demeuré officiellement azerbaïdjanais de jure, mais de 1992 à 2020, il fait partie de facto de la région de Kashatagh au Haut-Karabagh. Un poste frontalier arméno-artsakhien était établi sur la route près du village de Zaboukh (Aghavno en arménien). 

## Histoire
Le corridor permet, au début de la guerre de 2020 au Haut-Karabagh, l'évacuation d'une partie de la population du Haut-Karabagh vers l'Arménie. À l'issue de la guerre, et conformément à l'accord de cessez-le-feu tripartite du 10 novembre 2020, les forces russes garantissent pour une période de cinq ans renouvelable la libre circulation entre l'Arménie et le Haut-Karabagh via ce corridor.
Après le cessez-le-feu, environ 200 Arméniens sont demeurés sur place, dont 100 à 120 à Latchine, 40 à Zaboukh et une trentaine à Sous. Cependant le contrôle du corridor est assuré exclusivement par les forces russes d'interposition[réf. nécessaire].
Selon le même accord, la construction d'une nouvelle voie de circulation devra être réalisée dans les trois ans qui suivent pour contourner Latchine, Sous et Zaboukh ; lorsqu'elle sera prête, ces trois villages seront rendus à l'administration azerbaïdjanaise[réf. nécessaire]. En août 2022, l'Azerbaïdjan termine les travaux de la route de contournement de Latchine et demande à l'Arménie de réaliser le raccordement à son territoire. Après la reprise des affrontements près du corridor, le secrétaire du Conseil de sécurité de l'Arménie, Armen Grigorian, déclare que la demande de l'Azerbaïdjan est illégale car les autorités arméniennes n'ont ratifié aucun plan de construction d'une nouvelle route. Le 4 août, le ministre arménien de l'Administration territoriale et de l'infrastructure, Gnel Sanossian, déclare cependant que la construction d'une route alternative est en cours et serait achevée au printemps 2023. Le 5 août, les autorités du Haut-Karabagh ordonnent aux habitants de Latchine, Sous et Zaboukh de quitter leurs maisons avant le 25 août. L'Azerbaïdjan prend le contrôle des trois villages le 26 août. La nouvelle route de 32 km est ouverte à la circulation le 30 août 2022. Elle traverse les villages de Mets Shen et Hinshen au Haut-Karabagh puis le territoire azerbaïdjanais et se termine par un pont au-dessus de l'Hakari à la frontière avec l'Arménie.
Le 12 décembre 2022, les forces armées azerbaïdjanaises imposent un blocus total du Haut-Karabagh en bloquant la route au niveau de Chouchi. Le 23 avril 2023, la veille du jour de commémoration du génocide de 1915, les forces armées azerbaïdjanaises prennent le contrôle du pont de l'Hakari aux dépens des forces russes de la paix, et y installe un poste de contrôle militaire, coupant ainsi la nouvelle route. En septembre 2023, l'Azerbaïdjan rompt une nouvelle fois l'accord de cessez-le-feu de 2020 et, à la suite d'une offensive éclair, prend le contrôle de l'ensemble du territoire de la république du Haut-Karabagh, ce qui entraîne l'exode de la quasi-totalité de sa population qui se réfugie en Arménie en passant par la nouvelle route.